# Karl Höfler
Karl Höfler (* 11. Mai 1893 in Wien, Österreich-Ungarn; † 22. Oktober 1973 ebenda) war ein österreichischer Botaniker und Pflanzenphysiologe. Sein offizielles botanisches Autorenkürzel lautet „Höfler“.
Sein Bruder war der Germanist Otto Höfler.

## Leben und Wirken
Er studierte an den Universitäten in Graz und Wien, unter anderem bei Molisch und Linsbauer. Ab 1941 lehrte er als Ordinarius für Anatomie und Physiologie der Pflanzen an der Universität Wien. Bis 1945 war er Direktor des Pflanzenphysiologischen Instituts. 
Sein Hauptforschungsgebiet war das Aufnahmevermögen und die Durchlässigkeit der Pflanzenzelle für Wasser. Es gelang ihm, die Beziehung zwischen der Dehnbarkeit der pflanzlichen Zellwand, der Konzentration gelöster Stoffe im Zellsaft sowie im Medium außerhalb der Zelle und den Druck, den der Protoplast auf die Zellwand ausübt, in einem einfachen Modell (Höfler-Schema) zu beschreiben. Aufgrund seiner Versuche zur Fähigkeit verschiedener Substanzen, pflanzliche Zellmembranen zu durchdringen, postulierte er die Existenz der Aquaporine, welche erst 20 Jahre nach seinem Tod tatsächlich gefunden wurden.
Unter dem Schlagwort „Vergleichende Protoplasmatik“ versuchte er die Durchlässigkeit von Zellmembranen verschiedener Pflanzenarten mit der systematischen Stellung und der ökologischen Situation der ganzen Pflanze in Zusammenhang zu bringen. Daneben arbeitete er über die Verbreitung und die ökologischen Anforderungen von Moosen und Algen, über pilzbewohnende Käfer und eine Vielzahl anderer Themen.
Höfler beantragte am 15. Mai 1938 die Aufnahme in die NSDAP und wurde rückwirkend zum 1. Mai aufgenommen (Mitgliedsnummer 6.297.168). Daher wurde er 1945 vorerst von der Lehrtätigkeit auf der Universität Wien enthoben, die er aber 1948 wieder aufnehmen konnte. Im Zuge des Verfahrens zu seiner Wiedereinstellung stand im Raum, Höfler sei bereits vor dem „Anschluss Österreichs“ 1938 für die damals illegalen Nationalsozialisten tätig gewesen.
Von 1942 bis 1951 war er korrespondierendes Mitglied und von 1951 bis 1973 wirkliches Mitglied der Österreichischen Akademie der Wissenschaften. Im Jahr 1953 wurde er zudem zum Mitglied der Leopoldina gewählt, mit deren Schleiden-Medaille er 1963 ausgezeichnet wurde, war Ehrenmitglied der Griechischen Biologischen Gesellschaft Athen und Ehrenpräsident der Zoologisch-Botanischen Gesellschaft in Wien.